# Глейг, Джордж
Джордж Глейг (англ. George Gleig; 12 мая 1753, Богхолл, Абердиншир — 9 марта 1840, Стерлинг) — британский шотландский религиозный деятель, примас Шотландской епископальной церкви, а также журналист и энциклопедист, редактор третьего издания Британской энциклопедии.

## Биография
Родился в семье фермера. В возрасте тринадцати лет поступил учиться в Королевский колледж Абердина при Абердинском университете, где был лучшим учеником по математике и естественным и моральным наукахм. В возрасте двадцати одного года он вступил в Шотландскую епископальную церковь и был назначен пастором в Питтенуиме, Файф, откуда в 1790 году был переведён в Стерлинг.
Он написал множество статей для изданий Monthly Review, Gentleman’s Magazine, Anti-Jacobin Review и British Critic. Он также написал несколько статей для третьего издания Британской энциклопедии, а после смерти его редактора, Колина Макфаркара, в 1793 году был назначен редактировать оставшиеся тома. Среди его основных вкладов в это издание были статьи «Инстинкт», «Богословие» и «Метафизика». Два дополнительных тома были, главным образом, результатом его собственной работы.
Был дважды избран епископом Данкельда, но усилия оппозиции в лице епископа Скиннера, впоследствии примаса, привели к признанию выборов в обоих случаях недействительными.
В 1808 году он был назначен помощником и преемником епископа Брикина (город Брикин), в 1810 году стал епископом, а в 1816 году был избран примасом Шотландской епископальной церкви, проведя в этом сане множество признанных полезными реформ в содействии развитию «более католического и толерантного духа» и в создании устойчивого союза с англиканской церковью.
Основные работы: Directions for the Study of Theology (1827), Stackhouse’s History of the Bible (1817).